# César Leante
César Leante (Matanzas, Cuba, 1928 - Matanzas, Cuba, 2013), fue un novelista y ensayista cubano con ascendencia mexicana. En 1993 se le concedió la nacionalidad española por residencia.

## Biografía
Entre 1935 y 1940 residió en México, D. F.. donde cursó sus estudios primarios. Luego continuó el bachillerato en Cuba donde inició sus actividades como dirigente estudiantil. En 1944 se unió a las filas de la Juventud Socialista hasta 1950 cuando ingresó al Partido Socialista Popular.
Desde 1954 trabajó como autor radial hasta 1959 cuando ingresa al periódico Revolución. En 1961 se incorpora a la agencia Prensa Latina. En ese año ingresa en la Escuela Nacional de Instructores de Arte como profesor de literatura dramática. En 1963 fue agregado cultural de la Embajada de Cuba en París y luego funcionario en el Ministerio de Relaciones Exteriores; también es nombrado jefe de redacción de La Gaceta de Cuba.
Fue secretario de Relaciones Públicas de la Unión de Escritores y Artistas de Cuba (UNEAC). Colaboró en diversos medios de la prensa escrita: Carteles; Mensuario de arte, literatura, historia y crítica; Bohemia; Lunes de revolución; Hoy domingo; Casa de las Américas; El Mundo; Cuba; La gaceta de Cuba; Unión; Revolución y cultura; Partisan (París). Sus obras han sido traducidas al francés, alemán, ruso, checo y eslovaco. Tradujo al español a Myrian Allen, Simone de Beauvoir y Antoine de Saint-Exupéry.
Fue asesor nacional de Literatura del Ministerio de Cultura de Cuba.
El 17 de septiembre de 1981 pidió asilo político en España debido a la falta de libertad de expresión imperante en su país. En su época de exilio asumió una abierta posición anticastrista, la que plasmó en sus ensayos: Fidel Castro: el fin de un mito; Hemingway y la Revolución Cubana; Gabriel García Márquez: el hechicero; Fidel Castro: la tiranía interminable.

## Obras
- Con las milicias (reportajes), 1962.
- El perseguido (novela), 1964.
- Padres e hijos (novela), 1967.[5]

- La rueda y la serpiente (cuentos), 1969.
- Muelle de caballería (novela), 1973.[6]
- Los guerrilleros negros (novela), 1975.
- Calembour, 1988.[7]
- Desnudo femenino y otros cuentos, 1995.[8]
- El bello ojo de la tuerta, 1999.[9]
- Pan negro, 2003.[10]

### Ensayos
- El espacio real, 1975.
- Fidel Castro: el fin de un mito,1991.
- Hemingway y la Revolución Cubana, 1992.
- Gabriel García Márquez: el hechicero, 1996.
- Fidel Castro: la tiranía interminable, 2004.[11]

## Reconocimientos
- En 1965 su novela Padres e hijos obtuvo una mención en el concurso literario de la UNEAC.[3]
- La novela Los guerrilleros negros, rebautizada en ediciones posteriores como Capitán de cimarrones,[12] fue galardonada en el concurso de la Unión Nacional de Escritores y Artistas de Cuba (UNEAC).[1]